# Église Saint-Barthelémy de Bassussarry
L'église Saint-Barthélemy de Bassussarry est une église sise dans la commune française de Bassussary placée sous le vocable de saint Barthélemy.

## Description

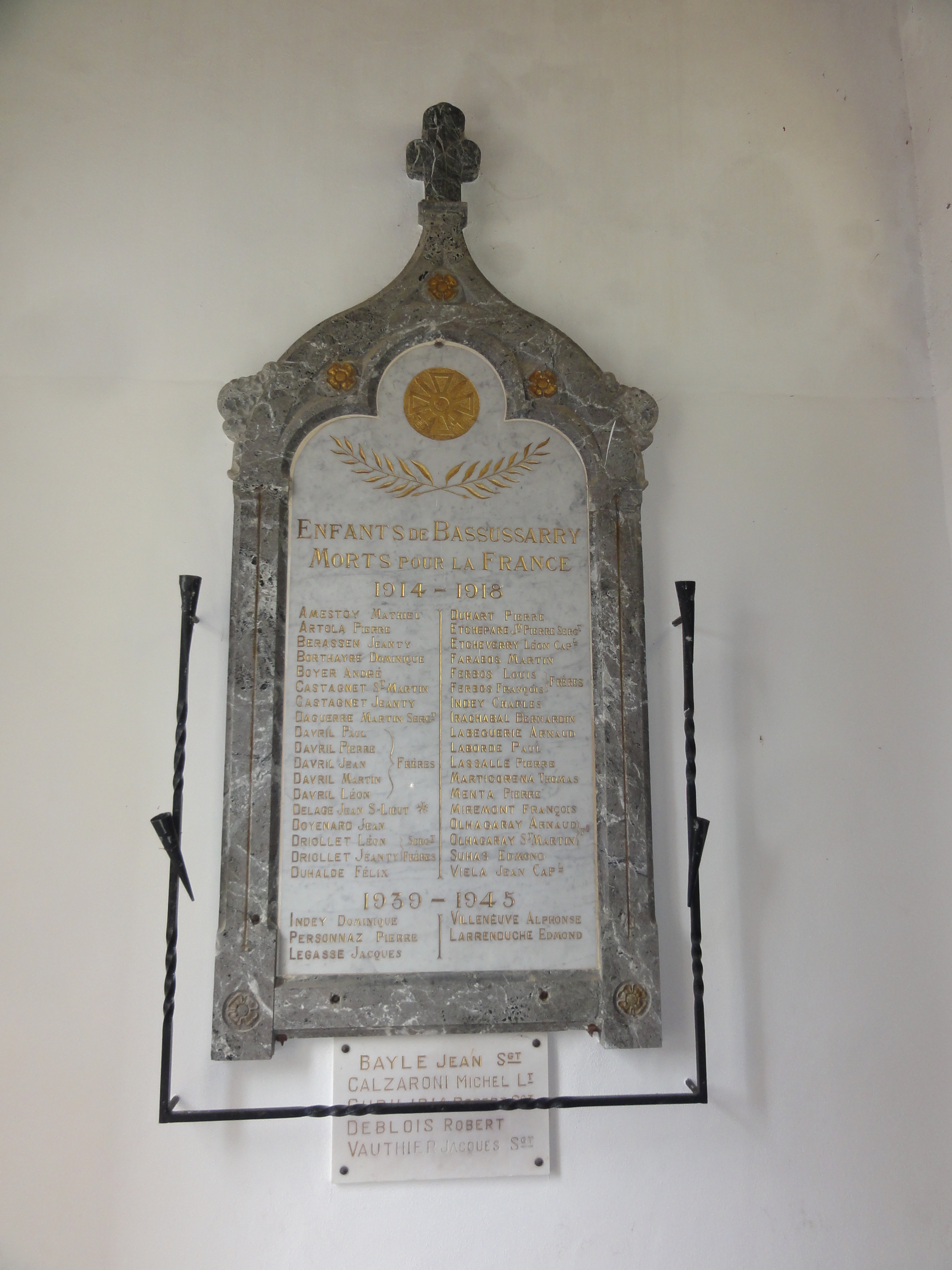
Plaque commémorative fixée à l’intérieur de l’église.

Une maquette du bateau offerte par la famille Légasse y est exposée.

L’église est inscrite à l'Inventaire général du patrimoine culturel. Elle fut reconstruite à la fin du XIXe siècle.

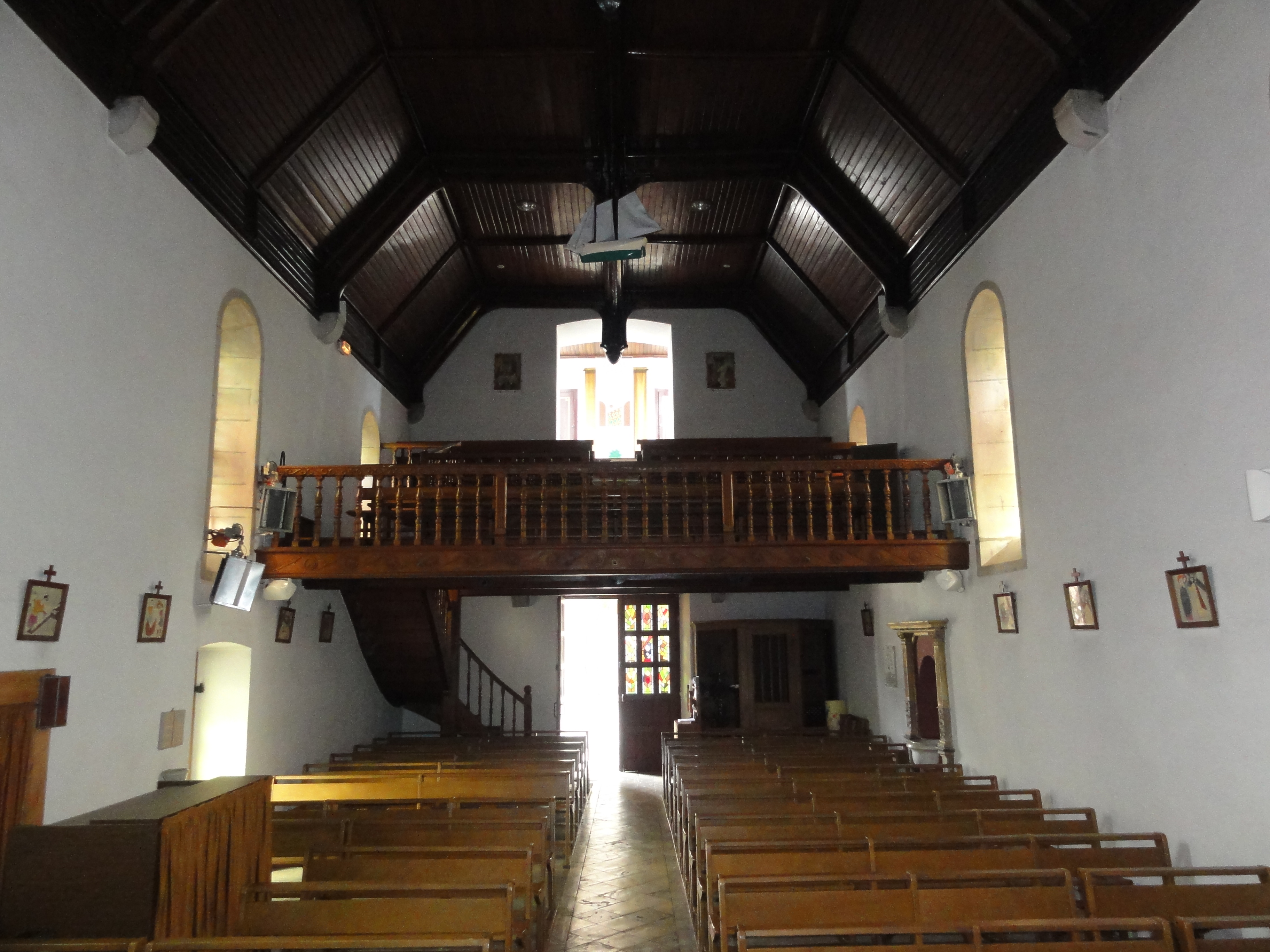
Vue intérieure de l’église tournée la façade.